# 政治運動
政治運動，又叫政治活動、社會運動、社會政治運動，是一種改變政治體制的一種行為。在民主國家，政治運動多由民眾或社会团体發起，以示威遊行、靜坐等方式，迫令執政當局屈服，以達到社會變革；在極權主義國家與共产主义国家，則多由執政當局發動，內容與執政者的意識形態相關。政治運動多有其發起口號，以吸引更多民眾參與。

## 亚洲

### 中国大陆

#### 中华人民共和国建立前
- 五四运动

#### 中华人民共和国建立后
中国大陆在1949年后经历多次政治运动，其中时间最长和规模最大的便为无产阶级文化大革命。
- 抗日战争時期
  - 反AB团
  - 坑口事变
  - 延安整風運動：毛澤東在此一運動中，除了剷除異己之外，並確立自己在中共黨內的最高權威。
  - 白雀园肃反
- 国共内战时期
  - 城工部事件
- 50年代
  - 土地改革运动
  - 公私合营
  - 知识分子思想改造运动
  - 三视教育运动
  - 胡风反革命集团案
  - 大肃托
  - 镇压反革命运动
  - 三反五反运动：中共建国初期，在中国共产党和国家机关内部开展的“反贪污、反浪费、反官僚主义”的运动。
  - 批武訓傳
  - 批胡風、俞平伯红學硏究
  - 肃清暗藏的反革命分子运动
  - 百花齐放、百家争鸣：1957年发动反右运动，响应“双百方针”的许多人被打成右派，受到打击。这一方针在文化大革命之后被重新提出。
  - 四大（大鸣大放、大字报、大辩论，持续至文化大革命）
  - 反右運動
  - 反右倾运动
  - 三面红旗（包括社会主义建设总路线、大跃进、人民公社化运动）

- 60年代
  - 社会主义教育运动（四清运动）
  - 工業學大慶 農業學大寨 全国学人民解放军
  - 文化大革命：1966年到1976年，中国影响时间和范围最大的政治运动。
    - 红卫兵造反运动（包括红八月、破四旧、打倒黑五类、全国大串联等）
    - 工人造反派运动
    - 砸烂公检法
    - 批斗
    - 武斗
    - 夺权运动

  - 清查“五·一六反革命集团”运动
  - 上山下乡
  - 學雷鋒運動
- 70年代
  - 文化大革命
    - 一打三反运动
    - 批陈整风运动
    - 批林批孔运动
    - 批鄧、反擊右傾翻案風

  - 四五運動：時值周恩來逝世當天，北京學生聚集於天安門廣場悼祭，同時也發出了對四人幫和文化大革命造成的多年混亂情況的嚴重不滿
  - 粉碎四人帮：華國鋒出動軍隊逮捕江青等四人幫成員，並將四人幫扭送法辦。
  - 清理三种人
  - 拨乱反正
  - 平反冤假错案
- 80年代
  - 清除精神污染
  - 1983年严打：在持续3年5个月的“严打”三大战役中，共查获各种犯罪团伙19.7万个，查处团伙成员87.6万人，全国共逮捕177.2万人，判刑174.7万人、其中2.4万人被判处死刑，劳动教养32.1万人，但也造成了诸多冤假错案
  - 八六學潮
  - 六四事件:原本是對逝世的前中共中央總書記胡耀邦的悼念，后以此引發對政府多年來的政策所積蓄的不滿並以此進行要求更大規模的改革的遊行，並以天安門廣場一帶影響到全國乃至港澳台和國外地區，但最後以官方中以鄧小平代表的元老和以李鵬代表的強硬派命令解放軍武力清場結束，並以此引發了一系列政治運動，親學生的溫和派代表人趙紫陽也因此下台並被軟禁。
  - 五讲四美三热爱
  - 反对资产阶级自由化
  - 反和平演变
- 90年代
  - 中华人民共和国爱国主义教育
  - 三讲教育
  - 對法輪功的鎮壓：以中共中央總書記江澤民帶頭對法輪功的打壓行動。
- 2000年代
  - 保持共产党员先进性教育活动
  - 社会主义荣辱观
- 21世纪10年代
  - 重慶「唱紅打黑」運動：重慶市委書記薄熙來以霹靂手段剷除不法份子的同時，並在重慶市內大肆宣傳紅色歌曲。
  - 党的群众路线教育实践活动
  - 两学一做
  - 扫黑除恶专项斗争
  - 中共十八大以来的反腐败工作：以中共中央總書記習近平發起的反腐敗政治運動。
- 21世纪20年代
  - 中国共产党党史学习教育

### 香港
- 雙十暴動：親國民政府人士與殖民地政府間產生的大規模衝突。
- 六七暴動：香港亲共人士企圖推翻殖民地政府而爆發的大型動亂。
- 香港七一遊行
- 反國民教育科運動
- 反新界東北撥款示威
- 讓愛與和平佔領中環
- 雨傘革命
- 反送中運動

### 澳門
- 澳葡政府時代
  - 一二·三事件：澳葡政府官員因政策過當導致澳門市民群起暴動，並使中共勢力介入，澳葡政府事後因此顏面掃地，澳門回歸已成定局。
- 澳門回歸後
  - 澳門五一遊行
  - 五二五，五二七

### 韩国
- 四·一九运动
- 五一六军事政变
- 雙十二政變：1979年12月12日，漢城保安司令全斗煥發動奪權政變，逮捕臨時總統崔圭夏並篡奪韓國總統大位。
- 五·一八光州事件：发生于1980年5月18日至27日期间，事件本来发生在南韩光州及全罗南道，是一次由当地市民自发的要求民主运动。
- 六月民主运动

### 朝鲜
- 千里馬運動
- 青山里方式
- 大安事業體系
- 三大革命紅旗獲得運動
- 深化組事件

### 台灣
- 中壢事件
- 美麗島事件：1979年(民國68年)於高雄爆發，黨外人士為了爭取更高度的政治參與權而勇於對抗體制，走上街頭對抗一黨獨大的國民黨政府；最後也促使台灣政府解嚴，並開放黨禁報禁。
- 野百合運動：當時台灣學生對國民大會裡的「老賊（泛指國府遷台以來的大陸各省代表）」與「萬年國會」發出怒吼，最後導致當時的行政院長郝柏村下台。
- 反中華民國刑法第一百條：獨立台灣會案促成修訂。
- 紅衫軍倒扁活動：由於陳水扁家庭密帳案與高捷案爆發，前民進黨主席施明德與范可欽等人率眾上凱道抗議扁政府，但最後不了了之。
- 牽手護台灣：2004年中華民國總統大選時，泛綠為推動公民投票而舉行的政治宣傳活動。
- 三二六護台灣大遊行：為了反對中國對台實施以武力威脅統一為前提的《反分裂國家法》，扁政府與泛綠政黨發動的示威活動。
- 去蔣化、台灣正名運動（去中國化）：陳水扁扁政府表示為了確立「台灣主體性」並「淨化」蔣介石時代的「黨國專制遺毒」，以實踐「轉型正義」與「政治正確」，一度將台灣各地跟蔣介石和中華文化相關的建物、教科書和政府機關改名；後來在2008年馬英九上台後宣告中止。
- 嗆馬保台大遊行：2009年泛綠人士為了抵制馬政府與對岸簽署的ECFA，懷疑ECFA是加速統一的陷阱，泛綠人士集結傳統產業與中小企業工作者杯葛ECFA。
- 2012年519嗆馬踹共大遊行
- 反媒體壟斷大遊行 / 反媒體壟斷運動
- 太陽花學運
- 青鳥行動
- 大罷免潮

### 阿拉伯世界
- 伊朗伊斯蘭革命
- 阿拉伯之春
- 2011年敘利亞反政府示威
- 2011年葉門反政府示威

### 泰國
- 1991年泰國軍事政變
- 2006年泰國軍事政變
- 2008年－2009年泰國政治危機
- 2010年泰國反政府示威
- 2020年泰国示威

### 蒙古人民共和国
- 外蒙古大整肃:喬巴山发动批喀尔喀親中派运动

## 欧洲

### 前苏联
- 大清洗：於20世纪30年代发生的肅反運動。
- 八月政變：1991年8月，蘇聯保守派份子發動政變軟禁戈巴契夫，之後葉爾欽帶領莫斯科民眾聲討共黨保守派，最後造成蘇聯解體，葉爾欽提議將前蘇聯大部分的加盟共和國組成「獨立國協」，他也成為俄羅斯聯邦開國者。
- 顏色革命：蘇聯解體後，喬治亞、烏克蘭、吉爾吉斯等國民眾發動了反政府示威，並迫使當政者下台，從親莫斯科路線改走親西方路線。
- 2011年俄羅斯示威
- 2021年俄罗斯示威
- 2020年白俄罗斯示威

### 東歐
- 匈牙利事件：1956年匈牙利爆發反共示威，最後遭到蘇聯軍隊武力鎮壓。
- 布拉格之春：1968年捷克斯洛伐克的學生於首都布拉格聲討共黨政權，最後遭到蘇聯軍隊武力鎮壓。
- 東歐劇變：波蘭、東德、羅馬尼亞等地的共產政權由於無法阻攔民運人士的抗議怒潮而被一個接一個推翻。

## 美洲

### 美国
- 美国黑人民权运动：1955年至1968年间的黑人民权运动，為美国民权运动的一部分，于1950年代兴起，直至1970年代。
- 反戰運動：源自於1970年代的反越戰運動，後來在小布希時期，出現了反阿富汗戰爭與反伊拉克戰爭運動，反映出美軍兵敗如山倒的窘況，因此會促使民間發動反戰，最終導致執政黨下台。
- 占领华尔街
- 乔治·弗洛伊德之死引发的示威活动

### 古巴
- 革命攻势

## 非洲

### 非洲南部
- 反對種族隔離運動（南非）：黑人民權領袖曼德拉為了抵抗統治黑人的少數族群─荷蘭裔的波耳人政權，被當局囚禁廿餘年，最後於1990年獲釋，而曼德拉於1994年正是當選為南非首位黑人總統，他亦因此獲得諾貝爾和平獎。

### 北非
- 茉莉花革命（突尼斯）：當地長年受到高物價與高失業率困擾，在2011年1月有發生無照菜販不服當地警方取締而自焚的案件，最後人民走上街頭，並在臉書與推特等社交網站的推波助瀾下助長了抗議群眾的力量，導致統治二十餘年的總統本·阿里下台，流亡海外。
- 2011年埃及革命：2011年2月埃及群眾受到上述事件的激勵，群起推翻執掌三十年的穆巴拉克政權，穆氏最後不敵國內民意的責難與國外施予的壓力，黯然下台。
- 2011年利比亞內戰

## 外部連結
- 趙鼎新：〈社會與政治運動理論：框架與反思〉 （页面存档备份，存于）（2006）